# Hyundai Steel
Hyundai Steel («Хёндэ стил») — южнокорейская сталелитейная компания, вторая крупнейшая в стране после POSCO. Основана в 1953 году, штаб-квартира в Инчхоне. Входит в конгломерат Hyundai Motor Group.
В списке крупнейших компаний мира Forbes Global 2000 за 2021 год Hyundai Steel заняла 1287-е место (656-е по размеру выручки, 1026-е по активам).

## История
Компания была основана в 1953 году как государственная компания Korea Heavy Industry (Тяжёлая промышленность Кореи); в 1962 году сменила название на Incheon Heavy Industry (Тяжёлая промышленность Инчхона). В 1987 году была приватизирована и вошла в состав чеболя Hyundai. В 2000 году поглотила две другие корейские сталелитейные компании, Kangwon Industries и Sammi Specialty Steel, увеличив выплавку стали до 8 млн тонн в год. В 2001 году в ходе реорганизации чеболя Hyundai была подчинена Hyundai Motor и сменила название на INI Steel. В 2004 году была куплена обанкротившаяся компания Hanbo Steel. С 2006 года название компании стало Hyundai Steel. В 2015 году была объединена с другой сталелитейной компанией в составе автопроизводителя, Hyundai Hysco.

## Деятельность
Объём производства стали на сталелитейных комбинатах компании в 2020 году составил 19,81 млн тонн (16-е место в мире).